# Amblygonit
Amblygonit (Ambligonit) – minerał z grupy fosforanów. Należy do grupy minerałów rzadkich, rozpowszechnionych tylko w niektórych rejonach Ziemi. Został odkryty i oznaczony przez Augusta Breithaupta w 1817 w Saksonii. Nazwa pochodzi od greckich słów amblys = tępy i goni = kąt (stępione kąty), nawiązuje do kątów między ścianami tego minerału.

## Cechy fizyczne
Zazwyczaj tworzy źle wykształcone kryształy o pokroju izometrycznym, grubotabliczkowe, krótkosłupkowe o często zbrużdżonych ścianach.
Występuje w skupieniach zbitych, ziarnistych. Jest kruchy, przezroczysty. Opornie rozpuszcza się w kwasach. Topi się łatwo (wzdyma się i tworzy białą, nieprzezroczystą kuleczkę).

## Występowanie
Jest składnikiem bogatych w fosfor pegmatytów, związanych z wtrąceniami granitów. Występuje w skałach objętych procesami metasomatycznymi.
Najczęściej współwystępuje z takimi minerałami jak: apatyt, pollucyt, spodumen, turmalin, lepidolit, petalit.
Miejsca występowania:
- Brazylia – Minas Gerais (żółte, duże kryształy – został tu znaleziony największy, oszlifowany kryształ o masie 65,5 karata, obecnie znajduje się w zbiorach Smithsonian Institution w Waszyngtonie), Paraiba,
- USA – Kalifornia (kryształy jasnożółte, słomkowe o mniejszej wartości), Dakota Pd (były tu spotykane i eksploatowane kryształy o masie kilku ton), Nowy Meksyk, Arizona,
- Szwecja – Varutråsk,
- Francja – Montebras,
- Namibia,
- Mjanma – znaleziono tu złocistożółty kryształ o masie 19,7 karata (po oszlifowaniu).

## Zastosowanie
- źródło litu
- kamień szlachetny – zazwyczaj masa obrobionych kamieni nie przekracza 15 karatów.
- kamień kolekcjonerski (szlifowany na potrzeby kolekcjonerów), stanowi ozdobę kolekcji.
- surowiec ceramiczny